# Super Punch-Out!!
Super Punch-Out!! ist ein 1994 erschienenes Computer-Boxspiel für das Super Nintendo Entertainment System. Wie bei den anderen Titeln der Punch-Out!!-Reihe betrachtet man den teilweise transparent dargestellten Protagonisten aus einer Rückenansicht. Es gibt drei reguläre Kampfklassen und eine Bonusklasse mit jeweils vier zu bezwingenden Gegnern.
Es existiert auch ein gleichnamiges Arcade-Spiel von Nintendo aus dem Jahr 1985, das ebenfalls auf weitere Plattformen portiert wurde. Die SNES-Version gehört zwar auch zur Serie, stellt jedoch ein eigenständiges Spiel dar. Das Spielmodul enthält eine Batterie, so dass Rekorde, in welcher Zeit Gegner besiegt wurden, gespeichert werden.

## Spielbeschreibung
Geboxt wird pro Kampf drei Minuten, wobei der Computergegner gewinnt, wenn er bis dahin noch nicht KO geschlagen wurde. Die meisten Gegner können unter bestimmten Umständen direkt auf die Matte geschickt werden. Gelingt dies nicht, kann man den Kampf durch einen technischen Knock-Out gewinnen oder verlieren. Im Spiel ist ein TKO definiert als das dreimalige Leeren der Trefferpunkte des Gegners.
Wird die Trefferleiste der Spielfigur geleert, muss sie sich durch frequente Tasteneingaben des Spielers „aufrappeln“. Dagegen kann sie ihre Trefferpunkte mit derselben Methode teilweise erholen, während der Gegner am Boden liegt.
Die Spielfigur verfügt im Kampf über die linke und rechte Gerade, jeweils tief und hoch geschlagen, und über zwei Spezialtechniken, den Rapidpunch (mehrere Schnelle Schläge) und den Knockoutpunch (ein schwerer, ausgeholter Schlag), ebenfalls jeweils tief und hoch ausführbar. Die Spielfigur kann zu beiden Seiten und nach unten ausweichen. Für jeden erfolgreichen Angriff bekommt man Punkte auf einer Spezialleiste; ist die Leiste voll, stehen die beiden Spezialtechniken zur Verfügung. Wird die Spielfigur getroffen, leert sich die Spezialleiste komplett.  Die Gegner verfügen neben normalen Schlagtechniken über charakteristische Spezialattacken, die härter treffen. Überrascht man den Gegner mit einer Serie von erfolgreichen Angriffen, ist dieser ein paar Sekunden verwirrt und man kann ihn ungefährdet attackieren. Trifft man dabei den ersten Schlag im richtigen Moment, geht der Gegner zu Boden.

## Gegner
Minor Circuit:
1. Gabby Jay
2. Bear Hugger
3. Piston Hurricane
4. Bald Bull

Major Circuit:
1. Bob Charlie
2. Dragon Chan
3. Masked Muscle
4. Mr. Sandman

World Circuit:
1. Aron Ryan
2. Heike Kagero
3. Mad Clown
4. Super Machoman

Special Circuit:
1. Narciss Prince
2. Hoy Quarlow
3. Rick Bruiser
4. Nick Bruiser